# Edeltrauda Helios-Rybicka
Edeltrauda Rita Helios-Rybicka (ur. 21 maja 1943 w Brońcu koło Olesna) – polska inżynier chemik, geochemik, profesor zwyczajny oraz wykładowca akademicki.

## Życiorys
Studia ukończyła w 1968 roku uzyskując tytuł magistra inżyniera chemika ceramika na Wydziale Inżynierii Materiałowej i Ceramiki Akademii Górniczo-Hutniczej w Krakowie (AGH). Promocję doktorską uzyskała w 1975 roku, zaś w 1996 roku została mianowana profesorem zwyczajnym.
W 1993 roku zorganizowała Zakład Ochrony Środowiska na Wydziale Geologii, Geofizyki i Ochrony Środowiska, którym kierowała do 2006 roku. Jest jednym z koordynatorów polsko-niemieckiego „Projektu Odra”, w ramach którego zorganizowała pierwszą w Polsce pracownię plazmowej spektrometrii masowej. Opracowała kilka monografii oraz skrypt z dziedziny geochemii.
Była członkiem Stowarzyszenia Polskich Stypendystów Fundacji im. Aleksandra von Humboldta (Societas Humboltiana Polonorum – SHP) oraz prezesem Zarządu Głównego SHP w latach 2004–2007. Była członkiem Komitetu Inżynierii Środowiska Polskiej Akademii Nauk. W 2010 roku została wyróżniona w Toruniu Medalem za Zasługi dla SHP.
Z okazji Dnia Inauguracji Roku Akademickiego wręczono jej 16 października 2002 Medal Komisji Edukacji Narodowej. W grudniu 2012 roku otrzymała Nagrodę Ministra Nauki i Szkolnictwa Wyższego za wybitne osiągnięcia w opiece naukowej i dydaktycznej.

## Wybrane publikacje
- Reakcje minerałów ilastych z Ca(OH)1 i ich znaczenie praktyczne. 1977.
- z Haliną Badyoczek: Studium selektywnej rozpuszczalności minerałów żelaza i tytanu z surowców kaolinowych. Reakcje minerałów ilastych z Ca(OH)2 i ich znaczenie praktyczne. Wydawnictwo Polskiej Akademii Nauk, Wrocław 1977.
- z Piotrem Wyszomirskim: Surowce węglanowe. Akademia Górniczo-Hutnicza, Kraków 1991.
- Rola minerałów ilastych w wiązaniu metali ciężkich przez osady rzeczne górnej Wisły. Akademia Górniczo-Hutnicza, Kraków 1986.
- z Wandą Sikorą: Surowce ilaste. Wydawnictwa AGH, Kraków 1994.
- z Arndtem Knöckelem: Das Oderprojekt (Odra-Projekt). Interdisziplinäre deutsch-polnische Studien über das Verhalten der Schadstoffe im Odersystem. Kraków / Hamburg 1995.